# Fábio Aristimunho Vargas
Fábio Aristimunho Vargas (Ponta Porã, Mato Grosso do Sul, 7 de dezembro de 1977) é um escritor, tradutor e pesquisador brasileiro.
Como escritor, estreou em livro com o poemário "Medianeira" (2005), a que se seguiram "Pré-datados" (2010) e "O show dos bichos" (2013), com o qual recebeu o Prêmio Cataratas de Poesia. Em 2011, foi publicada pela Editorial Mantis a edição mexicana de seu primeiro livro, "Medianera/Medianeira", em versão bilíngue, com tradução de Gabriela Hernández.
Como tradutor, organizou e traduziu diversos livros de poesia de autores ibero-americanos, como "Romanceiro cigano" (2011), de Federico García Lorca, e "Os motivos do lobo" (2013), de Rubén Darío, entre outros. Publicou uma antologia em quatro volumes das poesias ibéricas: "Poesia galega", "Poesia espanhola", "Poesia basca" e "Poesia catalã" (2009), tendo sido este último laureado pelo Institut Ramon Llull (IRL). Em 2009, foi tradutor residente na Universitat Autònoma de Barcelona com bolsa do IRL.
Publicou pela Lumme o livro de ensaios "Fronteiras literárias ibero-americanas: estudos sobre língua, literatura e tradução" (2018).
Como pesquisador da área de Estudos da Fronteira e de Direito Internacional, publicou pela FUNAG o livro "Formação das fronteiras latino-americanas" (2017). A obra é uma importante contribuição para o estudo das fronteiras da América Latina, por "unificar um estudo sobre as fronteiras de vinte países latino-americanos, abordando as fontes primárias dos quarenta casos estudados, entre os vinte países. Nesse ponto, trata-se de um trabalho de fôlego e inovador sobre a América Latina."
Leciona as disciplinas Direito Internacional Público e Teoria Geral do Estado em cursos de Direito e Relações Internacionais.